# Muchanur, Jagalur
Muchanur là một làng thuộc tehsil Jagalur, huyện Davanagere, bang Karnataka, Ấn Độ.